# Сдвиговая волна
Сдвиговая волна (shear wave) — поперечная упругая волна, S-волна. Смещения колеблющихся частиц под влиянием сдвиговых волн направлены перпендикулярно направлению распространения волны — лучу. 
Сдвиговые волны создают в средах сдвиговые и вращательные деформации. Скорость  сдвиговых волн зависит от модуля сдвига и плотности среды.
где G — модуль сдвига, ρ — плотность.
В жидкостях и газах, где модуль сдвига равен нулю, сдвиговые волны не распространяются и не образуются, поэтому их скорость также равна нулю.